# Richardina
Richardina is een geslacht van kreeftachtigen uit de klasse van de Malacostraca (hogere kreeftachtigen).

## Soorten
- Richardina fredericii Lo Bianco, 1903
- Richardina ohtsukai Saito & Komatsu, 2009
- Richardina parvioculata Saito & Komatsu, 2009
- Richardina spinicincta A. Milne-Edwards, 1881